# Twin Lakes (Wisconsin)
Twin Lakes è un villaggio degli Stati Uniti d'America, situato in Wisconsin, nella contea di Kenosha.